# Faber (Familienname)
Faber (lat. für ‚Schmied‘) ist eine latinisierte Form des deutschen Familiennamens Schmid/Schmidt/Schmitt.

## Namensträger

### A
- Adele Faber (1928–2024), US-amerikanische Sachbuchautorin
- Adolf Faber (1874–1928), österreichischer Politiker und Gewerkschafter
- Ägidius Faber (um 1490–1558), ungarisch-deutscher Theologe
- Albert Faber (1817–nach 1888), deutscher Verwaltungsbeamter und Politiker
- Albrecht Faber (1903–1986), deutscher Biologe
- Alexander Faber (Friedrich Alexander Faber; 1844–1908), deutscher Zeitungsverleger
- Alfred Faber (1889–nach 1957), deutscher Ingenieur
- Andreas Faber-Kaiser (1944–1994), spanischer Schriftsteller und Ufologe
- Angela Faber (* 1961), deutsche Juristin
- Annabel Faber (* 1984), deutsche Schauspielerin
- Annelie Faber-Wegener (* 1959), deutsche Politikerin (CDU), Bürgermeisterin von Blieskastel
- Anton Faber (Toni Faber, * 1962), österreichischer Priester
- Anton-Wolfgang Graf von Faber-Castell (Toni von Faber; 1941–2016), deutscher Unternehmer
- Aschwin Wildeboer Faber (* 1986), spanischer Schwimmer
- August Faber (1802–1862), österreichisch-britischer Geschäftsmann

### B
- Basilius Faber (1520–1576), deutscher Pädagoge
- Benedikt Faber (um 1580–1634), deutscher Komponist
- Bernhard Faber (1862–1925), österreichischer Fossiliensammler
- Brock Faber (* 2002), US-amerikanischer Eishockeyspieler

### C
- Carl Faber (Politiker) (1859–1910), deutscher Unternehmer und Politiker (NLP), MdR
- Carl Faber (Maler) (1885–1962), deutscher Maler
- Carl Friedrich Faber (1739–1823), deutscher Verleger
- Carla Dik-Faber (* 1971), niederländische Politikerin und Kunsthistorikerin
- Caroline Gräfin von Faber-Castell-Gotzens (* 1961), deutsch-schweizerische Unternehmerin
- Caspar Faber (Kirchenlieddichter) (um 1515–1575), deutscher Prediger und Kirchenlieddichter
- Caspar Faber (1730–1784), deutscher Unternehmer, siehe Kaspar Faber
- Christian Faber (* 1969), deutscher Physiker und Hochschullehrer
- Christine Faber, Pseudonym von Mary E. Smith (1849–1918), US-amerikanische Schriftstellerin
- Christof Johannes Joachim Faber (* 1980), deutschamerikanischer Musiker und Sänger, siehe Joachim Deutschland
- Conrad Faber von Kreuznach (um 1500–1552/1553), deutscher Maler und Zeichner

### D
- Dagmar Faber (1913–1998), deutsch-niederländisch-US-amerikanische Schriftstellerin, Journalistin und Publizistin
- Daniel Faber (1801–1879), deutscher Geometer und Politiker
- David Faber (Mediziner) († 1637), deutscher Mediziner und kursächsischer Leibarzt
- David Faber (Autor) (1928–2015), polnischer Autor
- David Faber (Politiker) (* 1961), britischer Politiker
- Dieter Faber (* 1959), deutscher Komponist und Musikproduzent
- Dietrich Faber (* 1969), deutscher Kabarettist und Schriftsteller
- Donna Faber (* 1971), US-amerikanische Tennisspielerin

### E
- Eberhard Faber (1822–1897), deutscher Unternehmer
- Eduard von Faber (1822–1907), deutscher Jurist und Politiker
- Eduard Faber (Ingenieur) (1853–1930), deutscher Wasserbauingenieur
- Elmar Faber (1934–2017), deutscher Germanist und Verleger
- Elsa Faber von Bockelmann (1890–1980), deutsche Autorin
- Emil Faber (1861–1930), deutscher Politiker (SPD), MdR
- Emmanuel Faber (* 1964), französischer Manager
- Erich Faber (* 1921), deutscher Architekt
- Erik Faber (* 1977), norwegischer Sänger und Songwriter
- Ernest Faber (* 1971), niederländischer Fußballspieler und -trainer
- Ernst Faber, Pseudonym von August Schmittdiel (1831–1909), deutscher Priester und Schriftsteller
- Ernst Faber (1839–1899), deutscher Sinologe und Missionar
- Erwin Faber (Illustrator) (1866–1939), US-amerikanischer Illustrator
- Erwin Faber (1891–1989), österreichischer Schauspieler
- Eugen Faber (1843–1903), deutscher Fabrikant und Politiker
- Eugeniusz Faber (1939–2021), polnischer Fußballspieler
- Eva-Maria Faber (* 1964), deutsche Theologin und Hochschullehrerin

### F
- Felix Faber (1438/1439–1502), schweizerisch-deutscher Dominikaner und Schriftsteller, siehe Felix Fabri
- Ferdinand Friedrich Faber (1789–1858), württembergischer Finanzrat und Genealoge
- Floreta Faber (* 1968), albanische Managerin und Botschafterin
- François Faber (1887–1915), luxemburgischer Radrennfahrer
- Frands Faber (1897–1933), dänischer Hockeyspieler
- Frank Faber (1966–2013), deutscher Koch und Schriftsteller
- Franz Faber (1497–1565), deutscher Poet und Historiker, siehe Franz Köckritz
- Franz Faber (Journalist) (1916–2013), deutscher Journalist und Übersetzer
- Franz Faber (Jurist) (1919–2017), deutscher Jurist
- Franziskus Faber (auch Franz Faber; 1542–1593), deutscher Mediziner
- Frederick William Faber (1814–1863), britischer Theologe
- Frederik Faber (1795–1828), dänischer Zoologe
- Friedrich Faber (Verleger) (Friedrich Heinrich August Faber; 1778–1847), deutscher Verleger
- Friedrich Carl von Faber (1880–1954), deutscher Botaniker und Forschungsreisender
- Friedrich Theodor Faber (1782–1844), flämisch-belgischer Maler
- Fritz Faber (Künstler) (1876–1935), deutscher Maler und Plakatkünstler
- Fritz Faber (Zahnmediziner) (Friedrich Faber; 1887–1961), deutscher Zahnmediziner, Hochschullehrer und Waffen-SS-Mitglied
- Fritz Faber (Unternehmer) (1915–2017), deutscher Unternehmer und Stiftungsgründer

### G
- Gastón Faber (* 1996), uruguayischer Fußballspieler
- Gellius Faber de Bouma (ca. 1490–1564), niederländisch-deutscher evangelischer Theologe
- Georg Faber (Mediziner) (um 1575–nach 1632), deutscher Mediziner und Zeichner
- Georg Faber (Mathematiker) (1877–1966), deutscher Mathematiker
- Georg Sebastian Faber, Pseudonym von Alfred Schmid (1899–1968), Schweizer Naturwissenschaftler und Schriftsteller
- George Stanley Faber (1773–1854), britischer Theologe
- Gerhard Faber (Techniker) (1939–2021), deutscher Luftfahrttechniker und Hochschullehrer
- Gerhard Faber (Künstler) (1940–1977), deutscher Bildhauer und Objektkünstler
- Gotthilf Theodor von Faber (1766–1847), deutsch-baltischer Jurist und Schriftsteller
- Gregor Faber (um 1520–nach 1554), deutscher Musiktheoretiker
- Günter Faber (* 1954), deutscher Pädagoge und Psychologe
- Günther Faber (* 1927), deutscher Maler
- Gustav Faber (Verleger) (1811–1896), deutscher Verleger
- Gustav Faber (Journalist) (1912–1993), deutscher Journalist, Schriftsteller und Reiseschriftsteller

### H
- Hanns A. Faber (* 1929), österreichischer Historiker und Kunstsammler
- Hanns G. Faber (eigentlich Johann Georg Faber; 1891–1932), deutscher Offizier und Schriftsteller
- Hans Faber (Widerstandskämpfer) (1900–1958), deutscher evangelischer Pfarrer und Widerstandskämpfer
- Hans Faber (Jurist) (1910–2004), deutscher Jurist und Funktionär des Alpenvereins
- Hans Faber (Architekt) (1911–1992), deutscher Architekt
- Hans Faber (Fußballspieler) (1925–2000), deutscher Fußballspieler
- Hans von Faber (* 1927), deutscher Zoologe, Endokrinologe und Hochschullehrer
- Hans Faber-Perathoner (eigentl. Johann Faber; 1907–1987), Tiroler Schriftsteller und Lehrer
- Hans Jacob Faber (Politiker, 1665) (1665–1729), deutscher Politiker, Bürgermeister von Hamburg
- Hans Jacob Faber (Jurist) (1716–1800), deutscher Jurist
- Hans Jacob Faber (Politiker, 1740) (1740–1784), deutscher Politiker, Senator von Hamburg
- Hans-Joachim Faber (* 1968), deutscher Jurist und Fußballfunktionär
- Heike Faber (* 1965), deutsche Schauspielerin und Musikerin
- Heiko Faber (1937–2019), deutscher Juris und Hochschullehrer
- Heinrich Faber (Abt) († 1434), deutscher Ordensgeistlicher
- Heinrich Faber (Pädagoge) (um 1490–1552), deutscher Musikpädagoge und Musiktheoretiker
- Heinrich Faber (Orgelbauer), deutscher Orgelbauer
- Helmut Faber (* 1947), deutscher Unternehmer, Heimatforscher und Autor
- Henrietta Faber (1791–1856), Schweizer Ärztin, siehe Enriqueta Favez
- Herbert Faber (1894–1980), österreichischer Jurist, Buchdrucker und Verleger
- Hermann Faber (Maler) (1832–1913), deutsch-US-amerikanischer Maler und Illustrator
- Hermann Faber (Dekan) (1858–1945), deutscher Geistlicher, Dekan in Tübingen
- Hermann Faber (Schriftsteller) (geb. als H. Goldschmidt, Frankfurt am Main, 18. Juli 1860, gelebt bis 1938 in Berlin), Schriftsteller
- Hermann Faber (Theologe) (1888–1979), deutscher Theologe und Hochschullehrer
- Horst Faber (Eiskunstläufer) (1921–2022), deutscher Eiskunstläufer
- Horst Faber (Politiker) (* 1941), deutscher Politiker (CDU), MdA Berlin

### J
- Jacob Faber, eigentlicher Name von Jacob Fabricius (Mediziner) (1576–1652), deutscher Mediziner, Astronom und Dichter
- Jacob Faber (Baumeister) (auch Jacopo Fabris; um 1690–1761), deutscher Baumeister und Theatermaler
- Jacobus Faber (1450/1455–1536), französischer Theologe, siehe Jacques Lefèvre d’Étaples
- Jacques Faber (* 1940), belgisch-französischer Schauspieler und Regisseur
- Jakob Faber (Formschneider), französischer Künstler
- Jakob Faber (1537–1613), deutscher Theologe
- Jakob Faber-Kaltenbach (1898–1962), deutscher Philologe und Übersetzer
- Joachim Faber (Grafiker) (1914–1973), deutscher Gebrauchsgrafiker
- Joachim Faber (Manager) (* 1950), deutscher Manager
- Johann Faber (1478–1541), deutscher Geistlicher, Bischof von Wien, siehe Johann Fabri
- Johann Faber (Buchdrucker) (Hans von Jülich; † 1542), Buchdrucker
- Johann Faber (Syndicus) (1581–1622), deutscher Jurist
- Johann Faber (Jurist) (–1635), Jurist und Geheimer Rat
- Johann Faber (Maler) (1734–1800), niederländischer Maler
- Johann Faber (Industrieller) (1819–1901), deutscher Bleistiftfabrikant
- Johann Ahrend Christian Faber (1766–1834), deutscher Pädagoge, Theologe und Philologe
- Johann Christoph Faber (1669–1744), deutscher Komponist, Organist und Orgelbauer
- Johann Ernst Faber (1745–1774), deutscher Orientalist
- Johann Friedrich Faber (1753–1823), deutscher Politiker, MdL Württemberg
- Johann Georg Faber (1891–1932), deutscher Offizier und Schriftsteller, siehe Hanns G. Faber
- Johann Gottlieb Faber (1717–1779), deutscher Theologe
- Johann Heinrich Faber (Theologe) (1592–1661), deutscher Theologe und Pfarrer
- Johann Heinrich Faber (Schriftsteller) (1742–1791), deutscher Jurist, Schriftsteller und Übersetzer
- Johann Joachim Faber (1778–1846), deutscher Maler und Zeichner
- Johann Ludwig Faber (1635–1678), deutscher Dichter
- Johann Matthäus Faber (1626–1702), deutscher Mediziner
- Johann Melchior Faber (1743–1809), deutscher Klassischer Philologe und Bibelforscher
- Johann Nikolaus Böhl von Faber (1770–1836), deutscher Kaufmann und Literatursammler
- Johann Philipp von Faber (1758–1844), deutscher Offizier
- Johann Theodor Eusebius Faber (1772–1852), deutscher Maler
- Johann Wilhelm Faber (1708–1780), deutscher Architekt
- Johannes Faber (Mediziner) (1574–1629), deutscher Anatom und Botaniker
- Johannes Faber (Musiker) (* 1952), deutscher Trompeter, Komponist, Sänger und Schauspieler
- Johannes Augustanus Faber (um 1470–1530), deutsch-österreichisch-italienischer Humanist
- John Faber der Ältere (um 1660–1721), niederländischer Kupferstecher
- John Faber der Jüngere (1684–1756), niederländisch-englischer Kupferstecher
- John Faber (Apotheker) (1824–1881), deutsch-amerikanischer Apotheker
- Jonas Faber (* 1992), deutscher Handballspieler
- Josef Faber (1849–1921), österreichischer Verleger und Zeitungsgründer
- Joseph Faber (um 1786–1850), österreichischer Konstrukteur
- Julius Faber (Kupferstecher) (1814–1871), deutscher Zeichner und Kupferstecher
- Julius Faber (Unternehmer) († 1940), deutscher Fabrikant

### K
- Karin von Faber (1939–2020), deutsche Journalistin, Reporterin, Schauspielerin und Moderatorin
- Karl Faber (Philologe) (1848–1912), deutscher Altphilologe
- Karl Faber (Mathematiker) (1902–1981), deutscher Mathematiker
- Karl Faber (Maler) (1908–??), deutscher Maler
- Karl August von Faber (1782–1850), deutscher Theologe
- Karl Friedrich Faber (1792–1856), deutscher Architekt
- Karl-Georg Faber (1925–1982), deutscher Historiker
- Karl Gottfried Traugott Faber (1786–1863), deutscher Maler, Radierer und Lithograf
- Karl Peter Faber (1773–1853), deutscher Archivar und Historiker
- Karl Wilhelm Faber (1842–1903), deutscher Schriftsteller und Pädagoge
- Kaspar Faber (1730–1784), deutscher Unternehmer
- Katherine Faber (* 1953), US-amerikanische Ingenieurswissenschaftlerin
- Klaas Carel Faber (1922–2012), niederländisches SS-Mitglied
- Klaus Faber (1940–2019), deutscher Verwaltungsjurist und Publizist
- Knud Helge Faber (1862–1956), dänischer Mediziner
- Konrad Faber (* 1997), deutscher Fußballspieler
- Kurt Faber (1883–1929), deutscher Reiseschriftsteller
- Kurt von Faber du Faur (1890–1966), deutscher Bibliophiler
- Kurt Karl Faber (1927–1993), deutscher Architekt

### L
- Larisa Faber (* 1986), luxemburgische Schauspielerin
- Lothar von Faber (1817–1896), deutscher Industrieller
- Lothar Faber (Musiker) (* 1922), deutscher Musiker
- Lothar Faber (Mediziner) (* 1959), deutscher Kardiologe und Hochschullehrer
- Lotty Faber (1907–1985), deutsche Heimatdichterin
- Ludwig Faber (1775–nach 1841), württembergischer Oberamtmann
- Ludwig E. Faber (1855–1913), US-amerikanischer Maler und Zeichner

### M
- Malte Michael Faber (* 1938), deutscher Wirtschaftswissenschaftler
- Manfred Faber (1879–1944), deutscher Architekt
- Marc Faber (Fondsmanager) (* 1946), Schweizer Fondsmanager und Autor
- Marc Faber (Schauspieler) (1952–2013), luxemburgischer Schauspieler
- Marcus Faber (* 1984), deutscher Politiker (FDP)
- Marianne Faber (1878–nach 1957), deutsche Verlegerin
- Mariella Gräfin von Faber-Castell (* 1969), deutsche Schauspielerin, siehe Mariella Ahrens
- Marion Faber (1943–2020), amerikanische Germanistin und Übersetzerin
- Marjolein Faber (* 1960), niederländische Politikerin
- Martin Faber (um 1587–1648), deutscher Architekt, Maler, Kartograf und Politiker
- Matthias Faber (1586/1587–1653), deutscher Ordensgeistlicher
- Maurus Faber († 1665), Benediktinerabt
- Maximilian Faber (* 1983), deutscher Eishockeyspieler
- Michael Faber (Ökonom) (1929–2015), britischer Ökonom
- Michael Faber (Fußballspieler, 1939) (1939–1993), deutscher Fußballspieler
- Michael Faber (Verleger) (* 1961), deutscher Verleger
- Michael Faber (Fußballspieler, 1995) (* 1995), deutscher Fußballspieler
- Michael Herbert Faber (* 1953), deutscher Kulturwissenschaftler
- Michel Faber (* 1960), niederländischer Schriftsteller
- Monika Faber (* 1954), österreichische Kunsthistorikerin
- Moritz Faber (1837–1921), österreichischer Brauereiunternehmer

### N
- Nicolaus Faber, Kantor und Tonkünstler
- Nikolaus Faber (auch Nikolaus Schmid; 1350–nach 1422), deutscher Ordensgeistlicher, Abt von Ochsenhausen

### O
- Oscar Faber (1886–1956), britischer Bauingenieur
- Oswald Faber (1826–1908), deutscher Turner und Fabrikant
- Othmar Faber (1927–2008), deutscher Geistlicher
- Otto Faber, Pseudonym von Johannes Wiegand (1874–1940), deutscher Lehrer, Schriftsteller, Regisseur und Theaterdirektor
- Otto Faber (1890–??), deutscher Ingenieur und Unternehmensgründer

### P
- Pamela Faber Benítez (* 1950), amerikanisch-spanische Linguistin
- Patrick Faber (* 1964), niederländischer Hockeyspieler
- Paul Faber (Schauspieler) (1857–1915), deutscher Schauspieler und Regisseur
- Paul Faber (Fußballspieler) (1880–1939), deutscher Fußballtorhüter
- Paul Faber (Diplomat) (1943–2014), luxemburgischer Diplomat
- Percy Faber (1883–1959), österreichischer Architekt
- Peter Faber (1506–1546), Jesuit und Theologe
- Peter Faber (Politiker) (1871–1928), deutscher Postbeamter und Politiker (Zentrum), MdL Oldenburg
- Peter Faber (Dompropst) (1915–1988), deutscher Dompropst
- Peter Faber (Autor) (* 1934), deutscher Offizier, Verleger und Autor
- Peter Faber (Schauspieler) (* 1943), deutscher Schauspieler
- Philipp Faber (1635–1689), deutscher Theologe und Jesuit
- Philipp von Faber (1807–1874), deutscher Generalleutnant
- Phillip Faber (* 1984), dänischer Dirigent

### R
- Ralf Faber (* 1948), deutscher Fußballspieler
- Red Faber (1888–1976), US-amerikanischer Baseballspieler
- Richard Faber (Diplomat) (1924–2007), britischer Diplomat
- Richard Faber (Soziologe) (* 1943), deutscher Soziologe
- Richard L. Faber (1940–2011), US-amerikanischer Mathematiker
- Robert Faber (Verleger, 1845) (Wilhelm Robert Faber; 1845–1908/1909), deutscher Verleger und Druckereiunternehmer
- Robert Faber (Verleger, 1869) (Friedrich Gustav Robert Faber; 1869–1924), deutscher Verleger und Druckereiunternehmer
- Roland Faber (* 1960), österreichischer Theologe und Hochschullehrer
- Rolf Faber (Maler) (1908–2007), deutscher Maler
- Rolf Faber (* 1946), deutscher Jurist und Heimatforscher
- Rudolf Faber (* 1958), deutscher Musikwissenschaftler

### S
- Samuel Faber (1657–1716), deutscher Schriftsteller und Lehrer
- Sandra Moore Faber (* 1944), US-amerikanische Astronomin und Hochschullehrerin
- Sebastian Faber (Geistlicher) (1560–1633), deutscher Ordensgeistlicher, Abt von Kaisheim
- Sebastian Faber (Jurist) (1564–1624), württembergischer Geheimer Rat und Vizekanzler
- Siegmund Faber († nach 1496), Astrologe und prognostischer Schriftsteller, siehe Siegmund von Prüstat
- Simon Faber (* 1968), deutsch-dänischer Politiker (SSW)
- Sonja Faber-Schrecklein (geb. Sonja Zumpfe; * 1965), deutsche Journalistin und Moderatorin
- Stefan Faber, Pseudonym von Julius Hay (1900–1975), österreichisch-ungarischer Dramatiker
- Stephan Faber (um 1580–1632), deutscher Komponist

### T
- Tea Faber (* 1989), kroatische Leichtathletin
- Theodor Faber (1560–1597), deutscher Theologe, siehe Theodosius Fabricius
- Theodor Faber (Orgelbauer), Orgelbauer
- Theodor von Faber (1766–1847), deutsch-baltischer Jurist und Schriftsteller, siehe Gotthilf Theodor von Faber
- Theophil Benjamin Faber (1731–1760), deutscher Mediziner
- Thierry Faber (* 1974), luxemburgischer Filmeditor, Drehbuchautor und Regisseur
- Thomas Faber (Pädagoge) (1532–1595), deutscher Pädagoge
- Thomas E. Faber (Thomas Erle Faber; 1927–2004), britischer Physiker und Publizist
- Tobias Faber sen. († 1633), deutscher Mediziner und Stadtarzt in Altenburg
- Tobias Faber jun. (bl. 1623), Hofarzt und Leibarzt in Altenburg
- Tobias Faber (Architekt) (1915–2010), dänischer Architekt
- Toni von Faber (1941–2016), deutscher Unternehmer, siehe Anton-Wolfgang Graf von Faber-Castell
- Toni Faber (* 1962), österreichischer Priester, siehe Anton Faber

### V
- Veronika Faber (* 1945), deutsche Schauspielerin

### W
- Walter Faber (Chemiker) (1901–1983), deutscher Chemiker und Mineraloge
- Walter Faber (Entomologe) (1921–1979), österreichischer Entomologe
- Walter Faber (Schauspieler), Schauspieler
- Walther Faber (Pädagoge) (1883/1884–1981), deutscher Pädagoge und Regionalhistoriker
- Walther Faber (Admiral) (1888–1945), deutscher Konteradmiral
- Wenzel Faber (um 1455–1518), böhmischer Astronom, Astrologe und Mediziner
- Werner Faber (Politiker) (1893–1951), deutscher Politiker (NSDAP)
- Werner Faber (Pädagoge) (1928–2017), deutscher Pädagoge und Märchenforscher
- Werner Faber (Manager) (* 1948), deutscher Manager
- Werner Jung-Faber (* 1949), deutscher Dirigent, Dozent und Autor
- Wilhelm Faber (Geistlicher, 1664) (1664–1726), deutscher Geistlicher
- Wilhelm Faber (Apotheker) (1775–1848), deutscher Apotheker
- Wilhelm Faber (Mediziner) (1803–1876), deutscher Mediziner
- Wilhelm von Faber (um 1804–1879), österreichischer Feldmarschallleutnant
- Wilhelm Faber (Geistlicher, 1845) (1845–1916), deutscher Geistlicher
- Wilhelm Faber (Unternehmer) (1886–1951), deutscher Bauunternehmer
- Wilhelm Faber (Gewerkschafter) (1886–1955), deutscher Politiker (SPD, KPD) und Gewerkschafter
- Wilhelm Faber (Politiker), deutscher Politiker (SPD)
- Wilhelm Christian Faber (1599–1667), deutscher Jurist
- Wilhelm Eberhard Faber (1701–1781), deutscher Numismatiker und Diplomat
- Wilhelm Eberhard von Faber (1787–1872), deutscher Mediziner und Veterinärmediziner
- Will Faber (1901–1987), deutscher Maler
- Willibald Faber (1873–1946), deutscher Offizier und Politiker (NSDAP)
- Wolfgang Faber (Politiker) (* 1936), deutscher Politiker (CDU)
- Wolfgang Faber (Gewichtheber) (* 1943), deutscher Gewichtheber
- Wolfgang Faber (Rechtswissenschaftler) (* 1972), österreichischer Rechtswissenschaftler und Hochschullehrer

### Z
- Zachäus Faber der Ältere (1554–1628), deutscher Kirchenlieddichter
- Zachäus Faber der Jüngere (1583–1632), deutscher Kirchenlieddichter

### Kunstfiguren
- Eugen Faber, Hauptfigur von Faber oder die verlorenen Jahre, Roman von Jakob Wassermann (1924)
- Hannes Faber, Hauptfigur von Der Fahnder, deutsche Fernsehserie (1983–2001)
- Walter Faber, Hauptfigur von Homo faber (Roman), Roman von Max Frisch (1957)